# 三好ジェームス
三好 ジェームス（みよし じぇーむす、1982年7月14日 - ）は、沖縄県石垣市出身の元アナウンサー。かつて沖縄テレビ放送やRKB毎日放送に所属していた。身長185cm。

## 来歴・人物
ニュージーランド人の父（陶芸家）と香川県出身の母との間に生まれる。石垣市立川平中学校、沖縄県立八重山高等学校、九州保健福祉大学を卒業後、2005年に沖縄テレビ放送に入社。沖縄テレビ時代の同期に佐久本浩志（2010年9月まで他部署）。石垣島出身の女性デュオやなわらばーは、八重山高校時代の同級生。
2008年4月1日に、『めざましテレビ』の沖縄担当リポーターとして、「くらたびごはん」のコーナーで全国ネット初登場を果たす。またこの当時からスポーツアナウンスの分野で活動し、プロバスケットボールリーグ・bjリーグの地元・沖縄の球団「琉球ゴールデンキングス」の優勝の立会人となったことでも有名。2011年、第27回FNSアナウンス大賞スポーツ部門を受賞。（bjリーグ・琉球ゴールデンキングスの試合実況にて）
2014年6月30日付で沖縄テレビを退社した後に、翌7月1日付でアナウンサーとしてRKB毎日放送に移籍。移籍後は、スポーツ実況や『オトナビゲーション』シリーズ（ラジオ番組）のパーソナリティなどを担当している。2021年度にはアノンシスト賞（RKBを含むJNN・JRN加盟局の優秀なアナウンサーを毎年表彰する制度）のラジオ・フリートーク部門で優秀賞を受賞していたが、2022年6月21日放送分の『オトナビゲーションZ』への出演を最後に、翌22日付でRKB毎日放送のアナウンス部から営業部へ異動することを公表していた。
営業職を1年務めた後、2023年7月31日でRKB毎日放送を退職し、8月からは「和牛の美味しさを国内のみならず世界に広めるべく新しい道に進む」ことを、自身のinstagramで公表した。

## 過去の出演番組

### 沖縄テレビ時代
- OTVスーパーニュース - 月 - 水曜キャスター
- スポんちゅ! - キャスター
- ひーぷー☆ホップ - ナレーション
- 全国高等学校クイズ選手権沖縄大会
- めざましテレビ（2008年4月1日、フジテレビ） - 沖縄中継リポーター
- 週刊キングスTV（2007年 - 2011年）
- FNNスピーク（2012年8月13日 - 17日、フジテレビ、境鶴丸の夏季休暇に伴う代役）
- 新春!oh笑い O-1グランプリ
- FNN OTVニュース

### RKB毎日放送時代

#### テレビ
- 豆ごはん。
- サンデーウォッチ（2016年4月 - 2018年3月 ） - メインキャスター
- 今日感モーニング（2018年4月6日 - 2020年9月18日） - サブMC
- スポーツ実況（スカパー!向けギラヴァンツ北九州戦の実況も田中友英らと交替で担当）
- たべごころ
- タダイマ!（2020年9月28日 - ） - スポーツ担当
- RKBヘッドライン（不定期）

#### ラジオ
- コーポももちはま（2015年10月2日 - 2017年3月30日） - パーソナリティ
- ホークス花の応援団 - 団員No.58
- 洋楽AMIGO!
- 土曜deアミーゴ!
- アナウンサーの世界
- 攝津正のつりごはん（〜2022年7月30日)
- オトナビゲーション
- RKB50ニュース